# Saint-Pierre-des-Landes
Saint-Pierre-des-Landes ist eine französische Gemeinde mit 927 Einwohnern (Stand: 1. Januar 2022) im Département Mayenne in der Region Pays de la Loire; sie gehört zum Arrondissement Mayenne und zum Kanton Ernée. Die Einwohner heißen Pierrot-Landais.

## Geographie
Saint-Pierre-des-Landes liegt etwa 29 Kilometer nordnordwestlich von Laval. Im Gemeindegebiet entspringt der Couesnon an der nördlichen Gemeindegrenze verläuft das Flüsschen Rollon. Umgeben wird Saint-Pierre-des-Landes von den Nachbargemeinden La Pellerine und Larchamp im Norden, Ernée im Osten, Juvigné im Süden, Luitré-Dompierre mit Luitré im Westen sowie La Chapelle-Janson im Nordwesten.
Durch die Gemeinde führt die Route nationale 12.

## Bevölkerungsentwicklung
| Jahr                       | 1962 | 1968 | 1975 | 1982 | 1990 | 1999 | 2006 | 2012 | 2019 |
| -------------------------- | ---- | ---- | ---- | ---- | ---- | ---- | ---- | ---- | ---- |
| Einwohner                  | 1318 | 1232 | 1099 | 1011 | 979  | 946  | 964  | 953  | 922  |
| Quellen: Cassini und INSEE |      |      |      |      |      |      |      |      |      |

## Sehenswürdigkeiten
- Kirche Saint-Pierre im Kernort aus dem 19. Jahrhundert
- Kirche Notre-Dame-de-l'Assomption in der Ortschaft Mégaudais
- Schloss Mégaudais aus dem 19. Jahrhundert
- Schloss Fontenailles

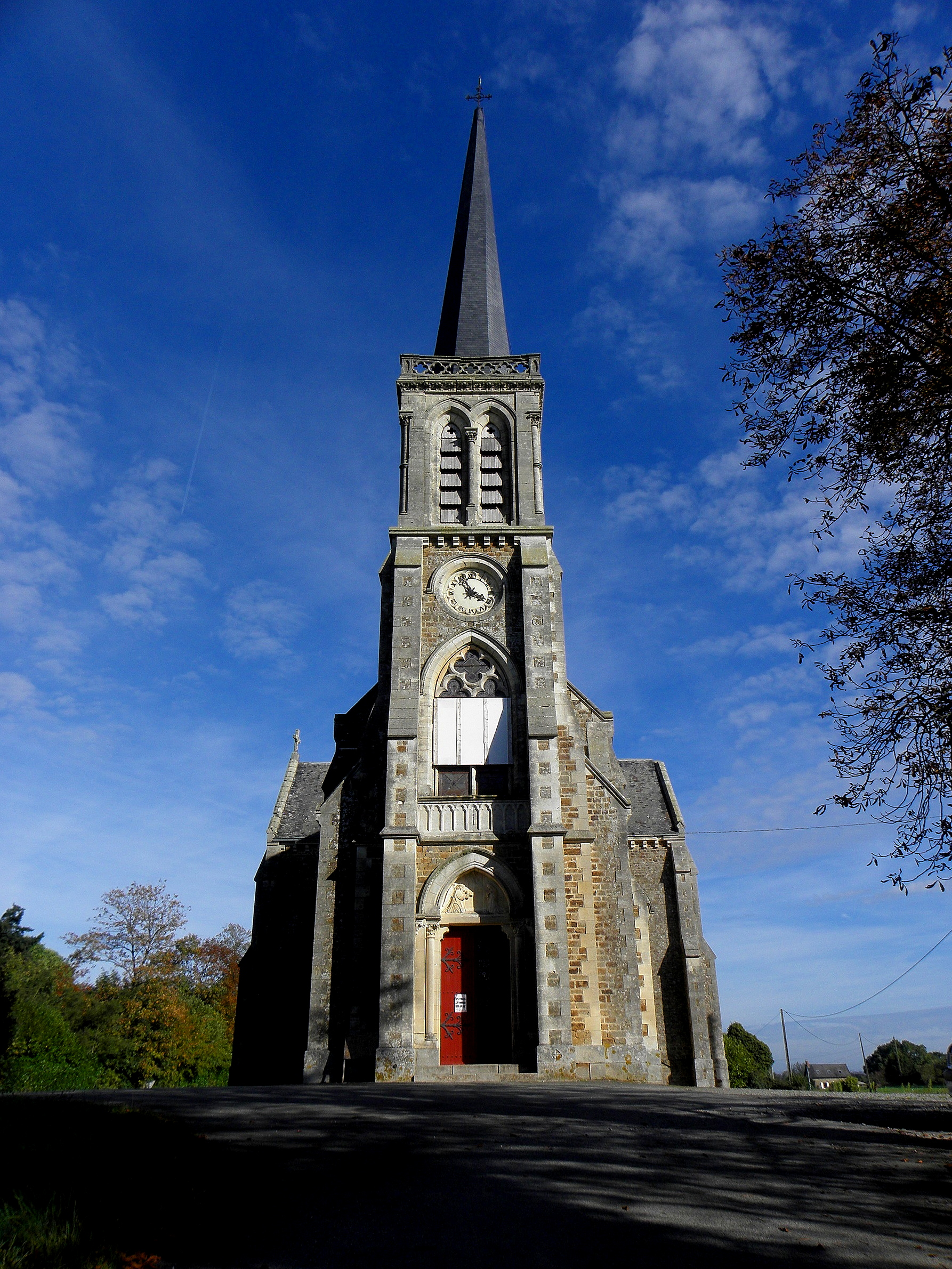
Kirche Notre-Dame-de-l'Assomption
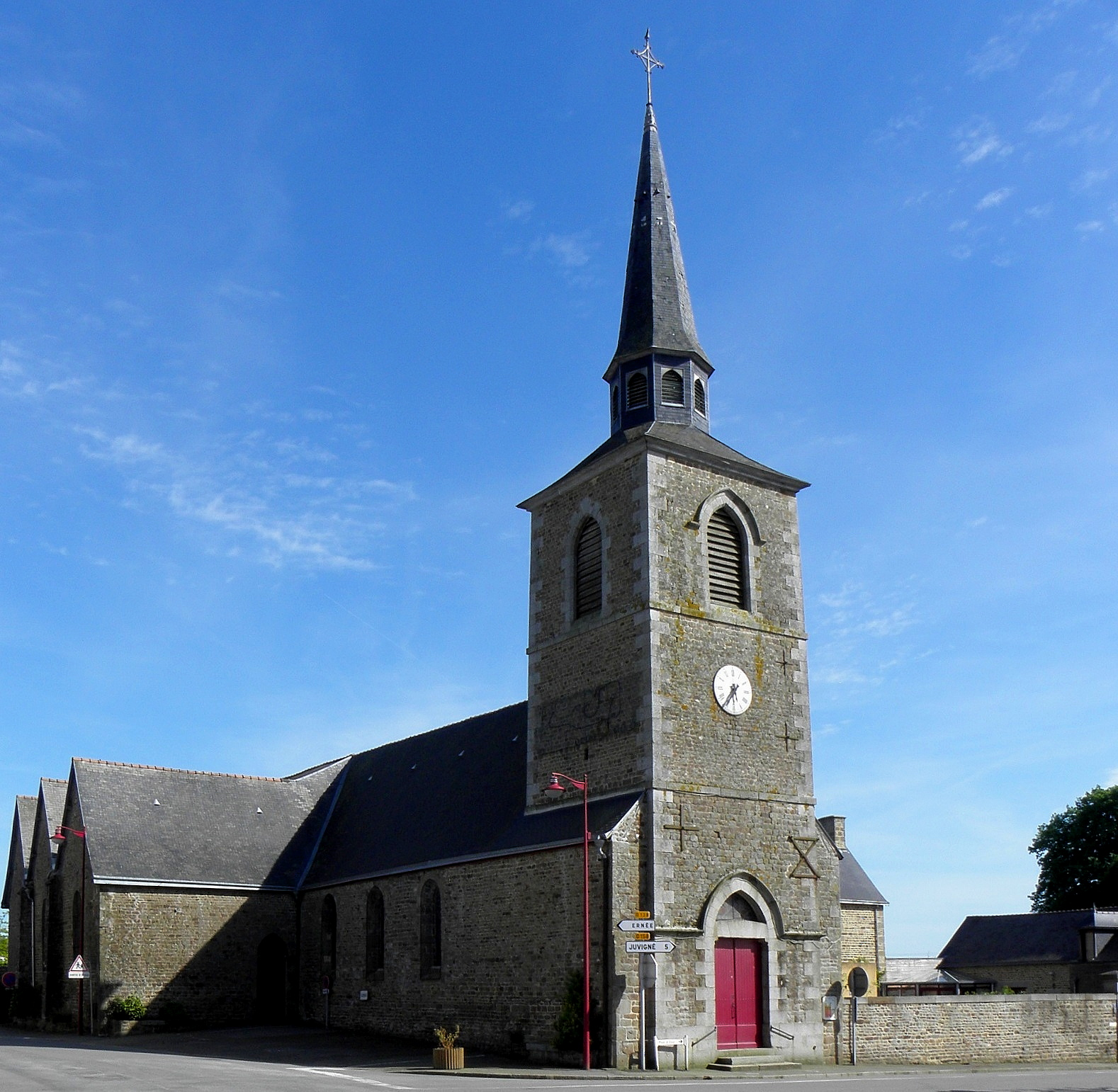
Kirche Saint